# Salwa Eid Naser
Salwa Eid Naser, född den 23 maj 1998 i Anambra, är en nigeriafödd friidrottare som tävlar för Bahrain i kortdistanslöpning.

## Karriär
Salwa Eid Naser tog silver på 400 meter vid världsmästerskapen i friidrott 2017. Vid VM 2019 tog hon brons på den mixade stafetten 4x400 meter och guld individuellt på 400 meter. Vid OS 2024 tog hon silver på 400 meter efter Marileidy Paulino.